# Блонський Тит Кирилович
Тит Блонський (криптоніми: Б. Т., Б. Т. К, Т. К. Б.; 9 квітня 1830, Тлумач — 6 липня 1897, Дора) — український письменник, поет, драматург, громадський діяч, греко-католицький священник. Став відомий своїми москвофільськими поглядами, писав язичієм. Син церковного і культурного діяча Кирила Блонського.

## Біографія
Тит Блонський народився в містечку Тлумач 9 квітня 1830 року в родині місцевого пароха о. Кирила Блонського. За тодішніми родинними звичаями йому була уготована подальша церковна кар'єра. Після висвячення на священика в 1854 році молодий Тит Блонський служив сотрудником на парафіях у Язлівці (1854–1860) і Бурштині (1860–1861), а у 1861 році став адміністратором парафії в карпатському селі Дора, де в 1865 році став парохом.
Окрім присвяти себе Богу, Тит Кирилович посвячував себе й громадським справам. Він перейнявся становищем простого люду й пристав на тоді модні суспільні тенденції, пов'язані з москвофільством. Тому у всій подальшій суспільній та творчій його діяльності відобразилися промосковські православно-консервативні устремління.
Творчих пріоритетів в Тита не було, він писав вірші, прозу, драму, релігійно-філософські роздуми, історичні розвідки та навіть малював, більшість його робіт були написані руським язичієм в суміші з церковнослов'янською мовою і підписані були криптонімами — Б. Т.; Б. Т.К; Т. К. Б. До наших днів дійшла лише частина його творів, та й ті зберігаються в різних архівах чи рукописах. Найбільш відомою стала його драма «Анастасія» в 4-х діях про життя галицьких бояр за часів Ярослава Осмомисла. А за роботу «Церковна живопись» він в 1884 році отримав медаль від Російської академії наук.
Помер Тит Блонський в селі Дора (теперішнє Яремче) в 1897 році.

## Творчість
- «Анастасія» → драма (4 дії) → 1886 року
- «Мелодії травня» → поетична збірка → 1886 року
- «Руїна» → повість → 1895 року
- «Аккерманська полонена» → поема → 1863 року
- «Падшим героям 1877—1878» → вірш → 1879 року
- «Посвята визволенню Болгарії від османців» → вірш → 1879 року
- «Из записок русского туриста» → проза → 1880 року
- «Литературні записки» → проза → 1882 року
- «Церковний живопис» → проза → 1882 року